# Моломпиз
Моломпи́з (фр. и окс. Molompize) — коммуна во Франции, находится в регионе Овернь. Департамент — Канталь. Входит в состав кантона Массьяк. Округ коммуны — Сен-Флур.
Код INSEE коммуны — 15127.

## География
Коммуна расположена приблизительно в 410 км к югу от Парижа, в 65 км южнее Клермон-Феррана, в 65 км к северо-востоку от Орийака.

## Население
Население коммуны на 2008 год составляло 290 человек.
| 1962 | 1968 | 1975 | 1982 | 1990 | 1999 | 2008 |
| ---- | ---- | ---- | ---- | ---- | ---- | ---- |
| 448  | 484  | 387  | 407  | 341  | 285  | 290  |

## Администрация
| Период | Период | Фамилия      | Партия                    | Примечания |
| ------ | ------ | ------------ | ------------------------- | ---------- |
| 2001   | 2008   | Эвелин Марле | Союз за народное движение |            |
| 2008   |        | Жан Филиппон |                           |            |

## Экономика
В 2007 году среди 169 человек в трудоспособном возрасте (15—64 лет) 125 были экономически активными, 44 — неактивными (показатель активности — 74,0 %, в 1999 году было 67,1 %). Из 125 активных работали 111 человек (67 мужчин и 44 женщины), безработных было 14 (5 мужчин и 9 женщин). Среди 44 неактивных 8 человек были учениками или студентами, 19 — пенсионерами, 17 были неактивными по другим причинам.

## Достопримечательности
- Церковь Сент-Фуа (XII век). Памятник истории с 2006 года[3]
- Замок Оруз[фр.] (XIV—XV века). Памятник истории с 1972 года[4]
- Часовня Нотр-Дам-де-Воклер (XIII—XIV века). Памятник истории с 1921 года[5]
- Часовня Нотр-Дам-де-Бон-Секур
- Пещера Кавальер

## Фотогалерея

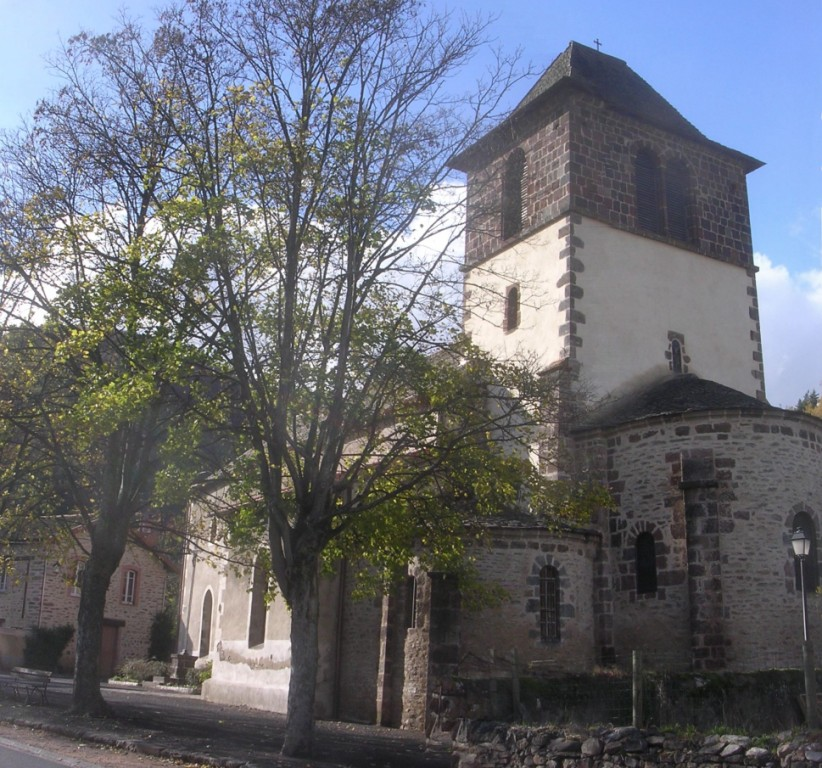
Церковь Сент-Фуа
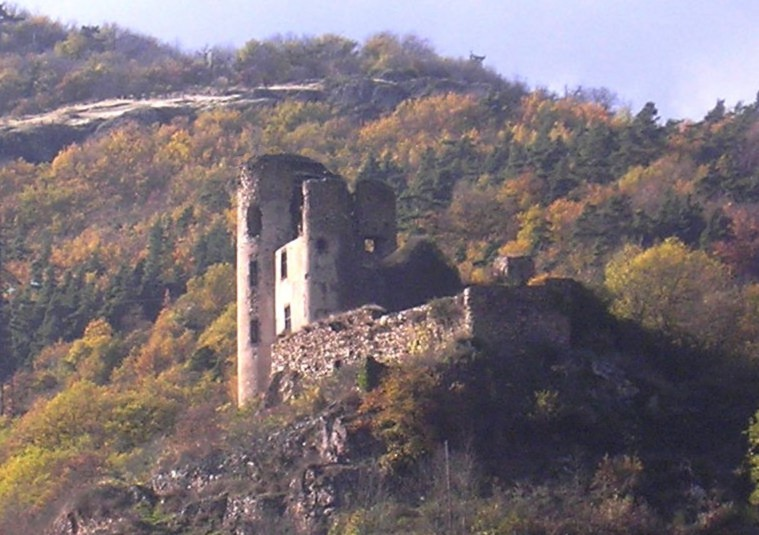
Замок Оруз
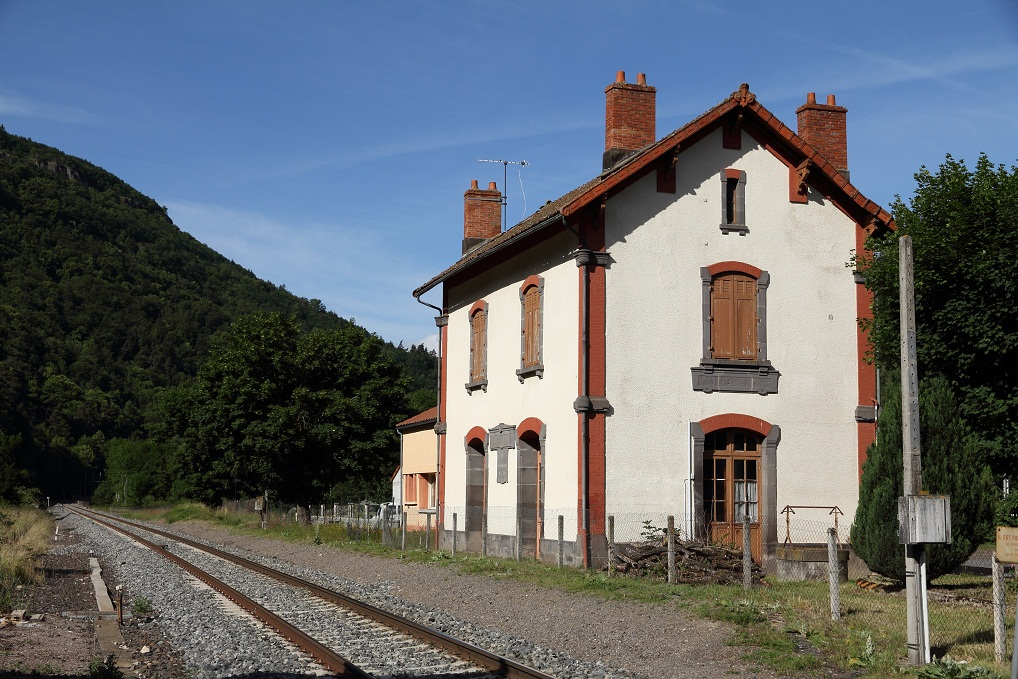
Вокзал
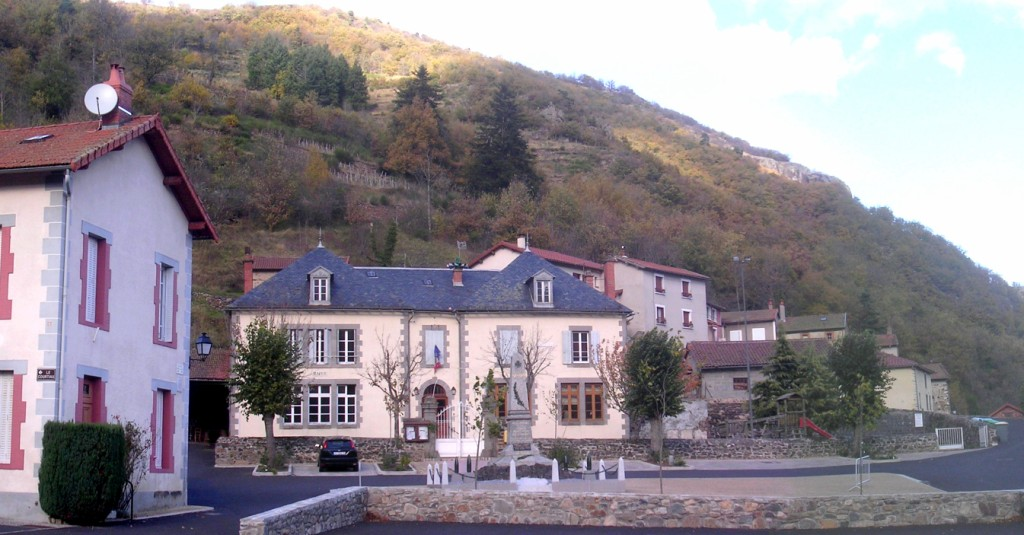
Мэрия
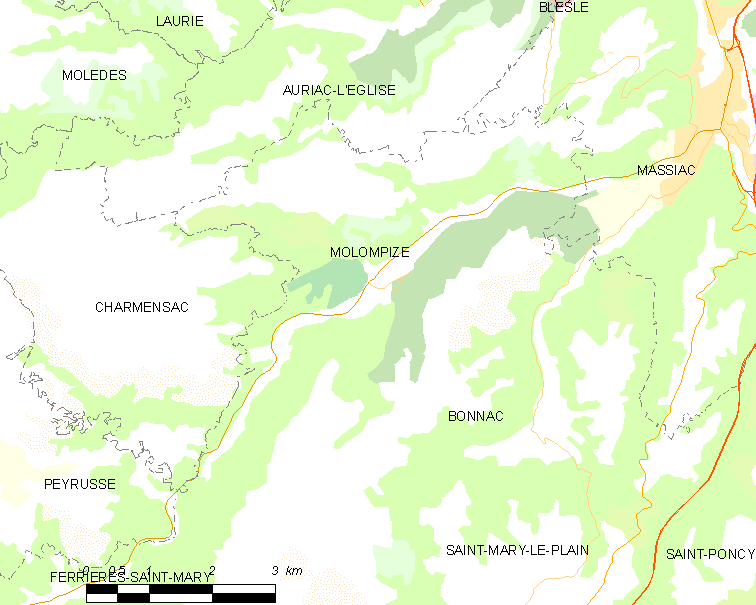
Карта коммуны